# رجوا سادات
رجوا سادات (به انگلیسی: Rajoa Sadat) یک منطقهٔ مسکونی در پاکستان است که در پنجاب واقع شده‌است.